# Peer to peer кредитиране
Peer-to-peer кредитирането, съкратено и като P2P кредитиране, е практиката да се отпускат пари на физически лица или фирми чрез онлайн платформи, които свързват директно заемодателите с кредитополучатели. Дружествата, предлагащи този вид услуга оперират изцяло онлайн, като по този начин минимизират оперативните си разходи. Така „peer-to-peer“ организациите успяват да предоставят услугите на цена по-евтина от традиционните финансови институции.
Още познато като „crowdlending“, Peer-to-Peer кредитирането се характеризира с това, че позволява на компаниите да отпускат средства чрез голяма група от хора. Много от кредитите, финансирани от такива институции, са необезпечени лични заеми, макар и по-големите суми от тях да се отпускат за бизнес цели. Обезпечените кредити най-често използват като залог луксозни вещи като бижута, часовници, изкуство, имоти и други активи. Те се отпускат на индивидуално лице, компания или фондация за благотворителност. Други форми на P2P – кредитирането включват студентски заеми, финансиране на недвижим имот, бизнес кредити и лизинг.
Инвестицията (частта) на кредитора в отпуснатия кредит обикновено също не е защитена напълно. В някои платформи, кредиторите намаляват риска от лошите кредити като избират сами дали да отпуснат финансирането на кредитоискателите. Също така намаляват общия риск като диверсифицират вложените средства във възможно най-много на брой кредити.

## Характеристики
Характеристиките на Peer–to–peer кредитирането не съвпадат с тези на традиционните финансови институциии  и често е наричано „алтернативна финансова услуга“.
Типични характеристики са:
- не е необходима обща връзка или предишни взаимоотношения между заемодателите и кредитополучателите
- посредничеството се извършва от компания предлагаща peer-to-peer услуги
- трансакциите се извършват онлайн
- заемодателите често могат да избират в кои кредитополучатели да инвестират, ако P2P платформата предлага тази възможност
- отпуснатите кредити могат да бъдат обезпечени или необезпечени, като обикновено не са защитени от държавата, но може да има гарантиращи фондове
- кредитите са ценни книжа, които могат да бъдат прехвърляни на трети страни за събиране на вземания или получаване на печалба, но не всички платформи предлагат такива възможности

## Основни дейности на Peer-to-Peer платформите
- онлайн платформа за инвестиции, където кредитополучателите да привличат кредитори и инвеститори, които да откриват и инвестират в кредити, които отговарят на техните изисквания
- изграждане на модел за оценка на кредитоискатели и определяне на критерии за отпускане на кредити
- проверка на самоличността на кредитополучателя, неговата банкова сметка, заетост и доходи
- извършване на кредитни проверки на кредитополучатели и филтриране на неизрядните кредитополучатели
- обработка на плащания от кредитополучатели и разпределение на тези плащания към инвеститорите, инвестирали в кредита
- обслужване на клиенти кредитополучатели и опити за събиране на плащания от кредитополучатели, които са не изплащат задължението си навреме

## Кратка история
Идеята за Peer-to-Peer кредитиране възниква преди повече от 10 години във Великобритания. Компанията „Zopa“ първа започва да предлага този тип услуга. От февруари 2005, когато стартира своята дейност, компанията е отпуснала над 3.67 млрд. британски лири под формата на потребителски кредити.
Друга разновидност на Peer-to-Peer кредитирането е Peer–to–Business финансирането. Разликата между двете се изразява в това, че при втория вариант ползвателя на услугата са малки бизнес организации. „Funding Circle“ първи започват да предлагат този тип услуга. 
Peer-to-Peer компаниите се разрастват бързо във Великобритания, като към юни 2018, топ 3 от тях – Zopa, Funding Circle и RateSetter са отпуснали над 13 млрд. британски лири под формата на заеми. 
Бързо след стартирането на първата платформа във Великобритания, такава се появява и в САЩ. Началото на Peer-to-Peer кредитирането е дадено през февруари 2006 г. със създаването на платформите „Prosper“ и „Lending club“. Двете платформи – „Prosper“ и „Lending club“ се намират в Сан Франциско. Първите peer-to-peer платформи са имали известни ограничения при избирането на кредитополучатели, което на по-късен етап е довело до проблеми при подбора на кредитополучатели и високи нива на нередовно обслужвани кредити.
По данни от юни 2018 г., Lending club е най-голямата peer–to–peer компания, следвана от „Prosper. „Lending club“ и към момента е най-голямата платформа. Двете най-големи компании колективно обслужват над 4 000 000 кредита на обща стойност над 50 млрд. долара към юни 2018 г.  С над 100% ръст от година на година, кредитите от тип „peer-to-peer“ са една от най-бързо растящите инвестиции.

## Peer-to-Peer кредитирането в България
В България няма конкретен регламент за отпускане на кредити от тип Peer-to-Peer . Klear е единствената българска платформа предоставяща този тип кредитиране. Тя стартира през 2016 г. и предоставя потребителски кредити на клиенти от т.нар. прайм сегмент.  Платформата се управлява от Клиър Лендинг АД, финансова институция, регистрирана в Регистъра по чл.3а от Закона за кредитните институции, поддържан от Българската народна банка.